# Sigmaringeni kastély
Sigmaringen várkastélya a Duna völgyében áll, a völgyet lezáró sziklákon. A várat kastéllyá 1460–1500 között építették át.

## Fekvése
A Duna völgyében, a Sváb Alpok déli pereménél, a Boden-tótól körülbelül 40 km-re északra található.

## Története

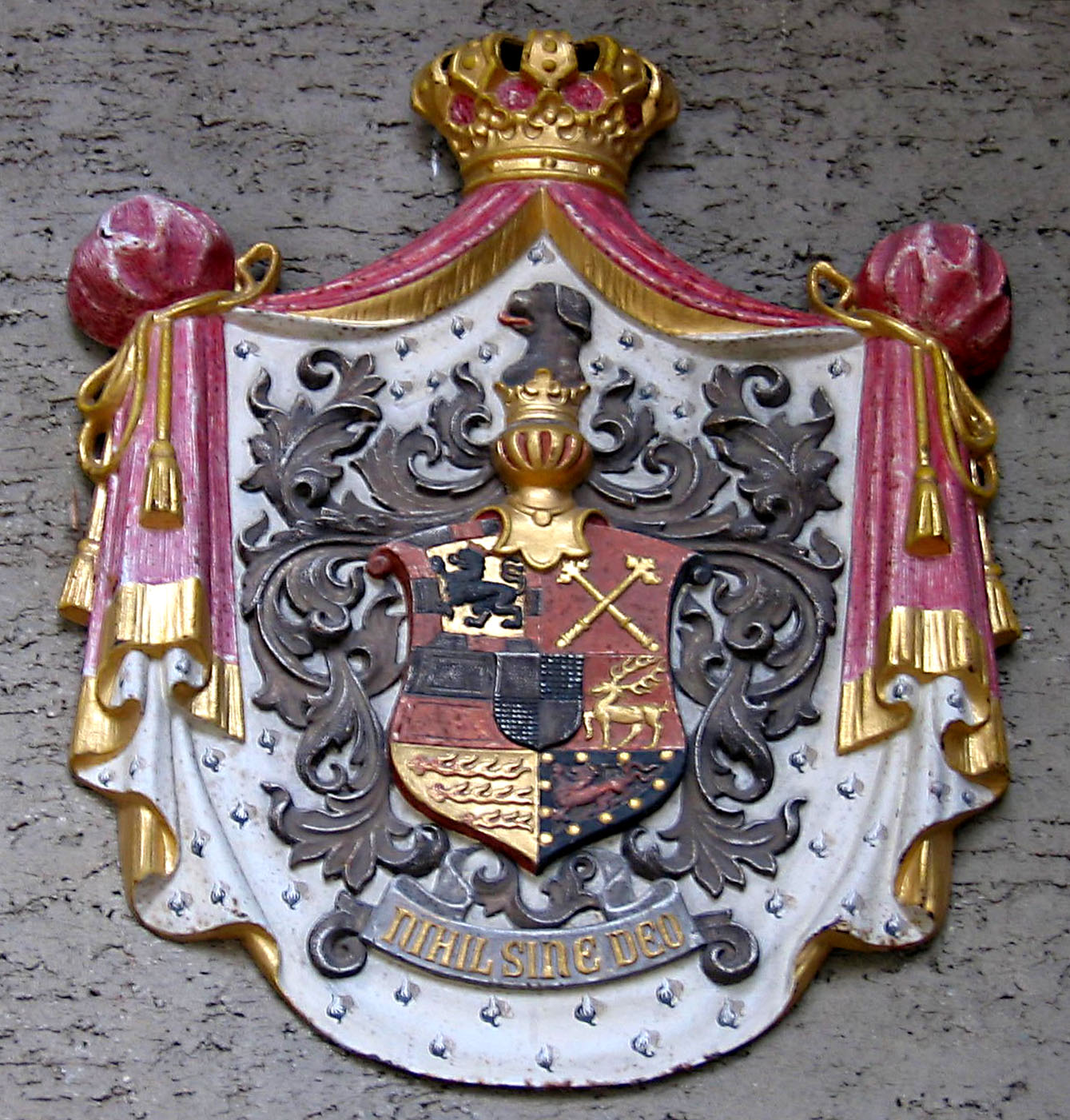

Az első erődítmény völgyet lezáró sziklákon a 11. században, a korai középkor végén épült; az első írásos feljegyzés is 1077-ből származik, amikor Sváb Rudolf német ellenkirály sikertelenül ostromolta meg a várat. A vár alatti város hivatalos megalapítására 1250-ben került sor.
1460-ban és 1500-ban kastéllyá építették át a várat. 1535-ben a Hohenzollern-ház sváb ágára szállt a Duna fölé magasodó impozáns várkastély, Sigmaringen vára és városa, majd négy évvel később a kastély pusztító tűzvésznek esett áldozatul. 1540-ben szerződésben is rögzítették a Hohenzollernek fennhatóságát Sigmaringen és Veringen felett.

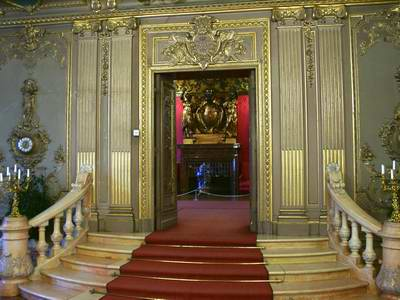

A harmincéves háború során 1632-ben a svédek elfoglalták a várkastélyt, majd Horn tábornok egy évvel később visszafoglalta. Ekkor a kastély keleti része leégett.
1944 októbere és 1945 áprilisa között itt volt a menekülő francia Vichy-kormány székhelye Pétain marsall államfő és Pierre Laval miniszterelnök alatt. A kormányzati székhely a kastély volt; a városban politikusokat, hivatalnokokat, katonákat és a Vichy-kormányhoz akkreditált nagyköveteket (többek között Németország, Japán és Olaszország követeit) szállásoltak el. Április 22-én Pétain és Laval megszökött Sigmaringenből. Akkoriban a város 6000 lakója mellett 700 francia katona és a Milice française 500 tagja tartózkodott a várkastély alatti városban.

## A várkastély leírása
A Duna fölé magasodó szirten épült impozáns, ma is látható korai várkastély legrégibb épülete a 12. századból származó Öreg-torony (Bergfried); egyébként a várkastélyban a reneszánsz formák dominálnak, részben még mint korabeli alkotás, részben pedig a múlt század végi újjáépítés és bővítés eredményeként.
A kastély történelmileg érdekes termeiben őstörténeti, középkori művészet, üvegablak kabinett, fegyverek, hintók gyűjteményeit őrzik.

## Képek

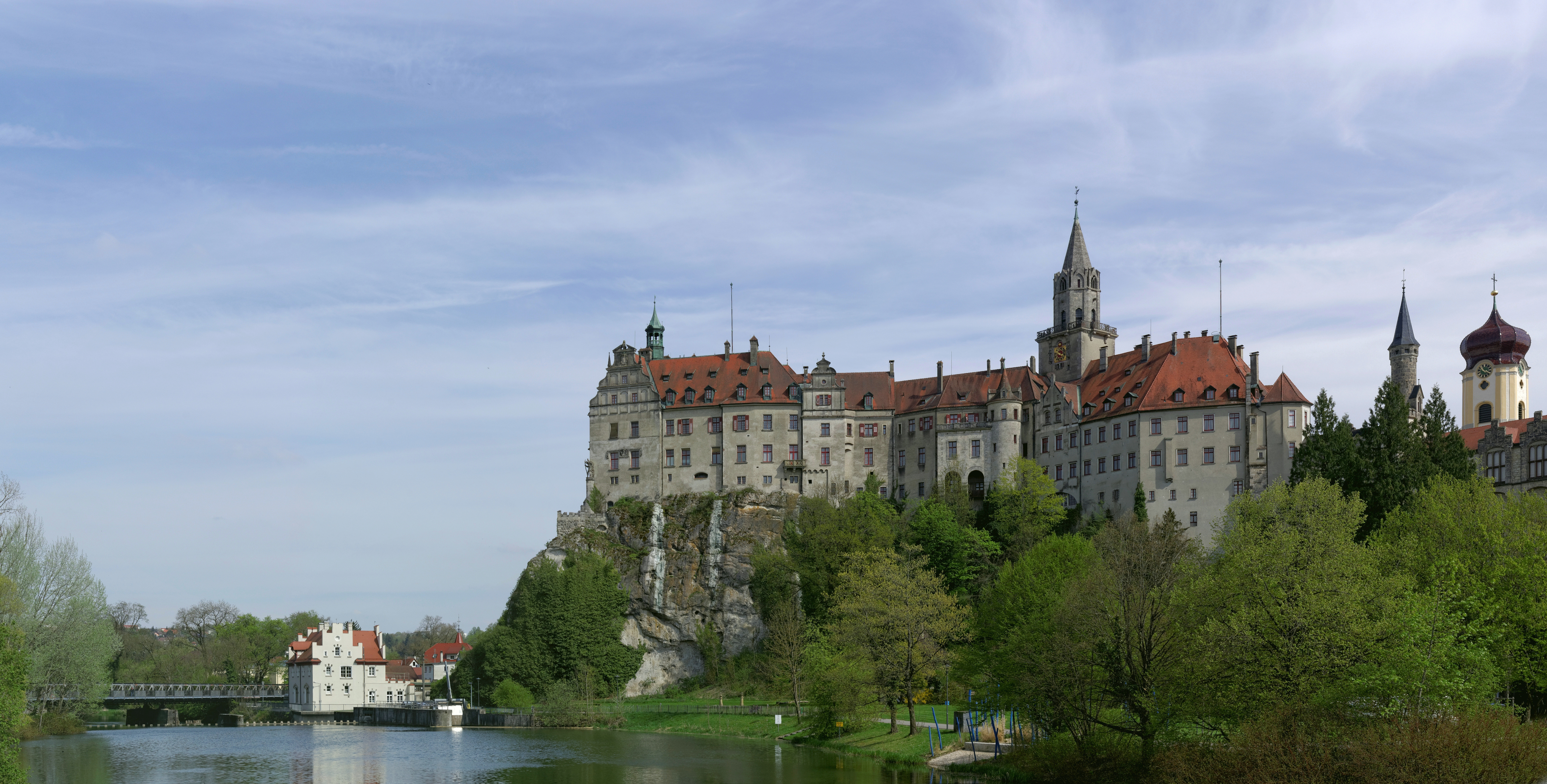
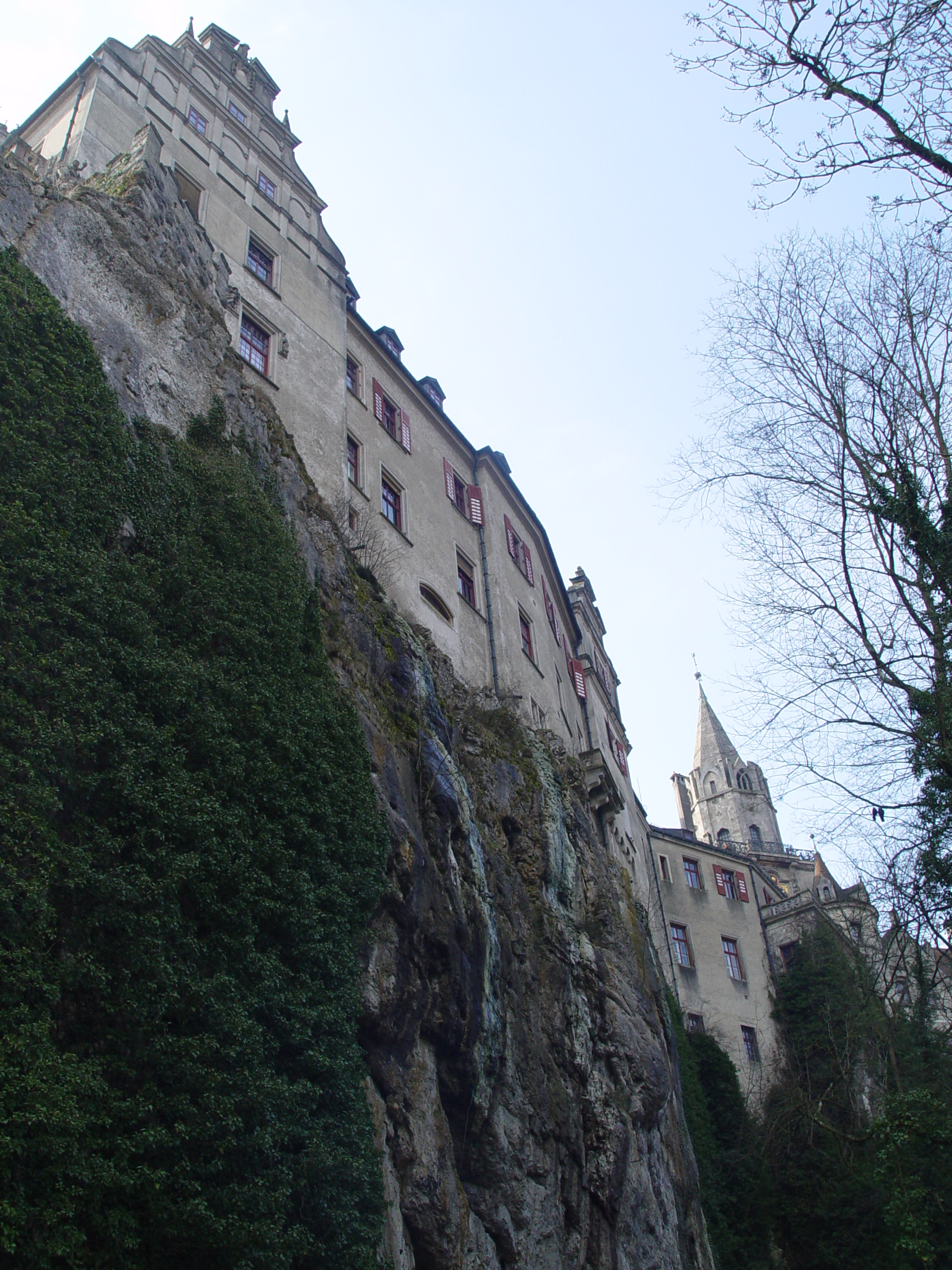
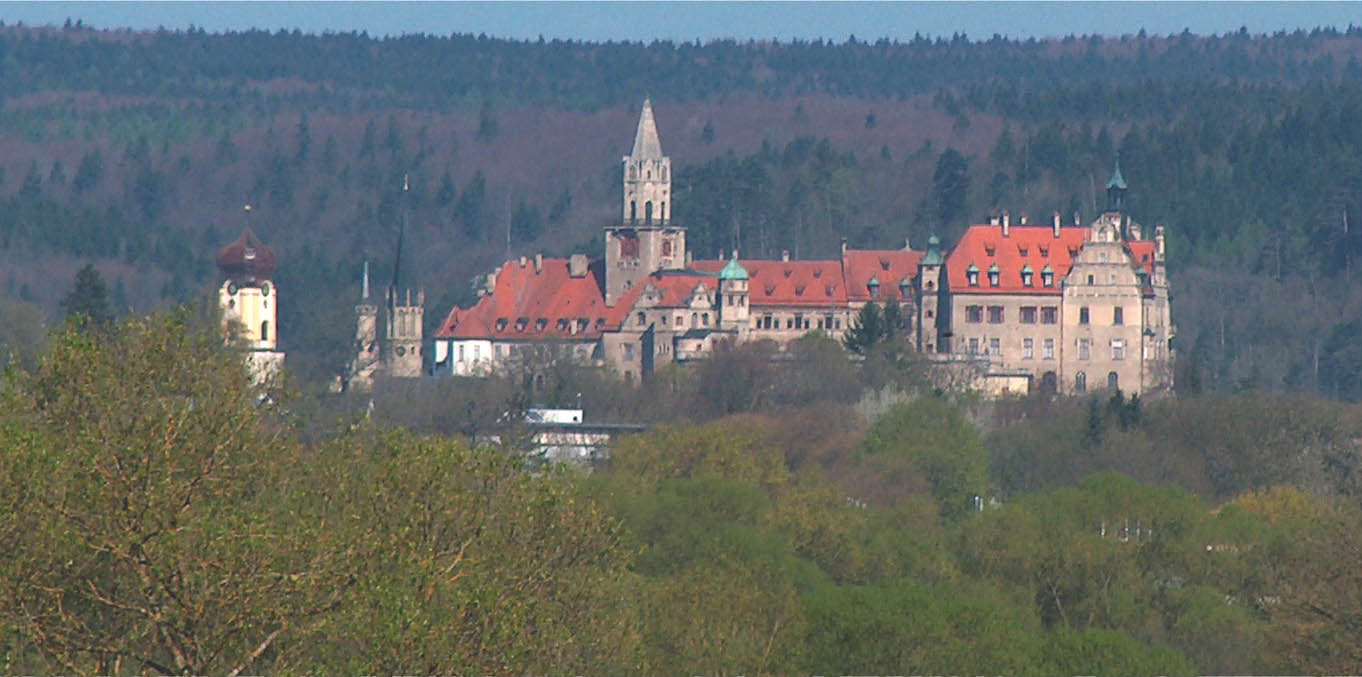
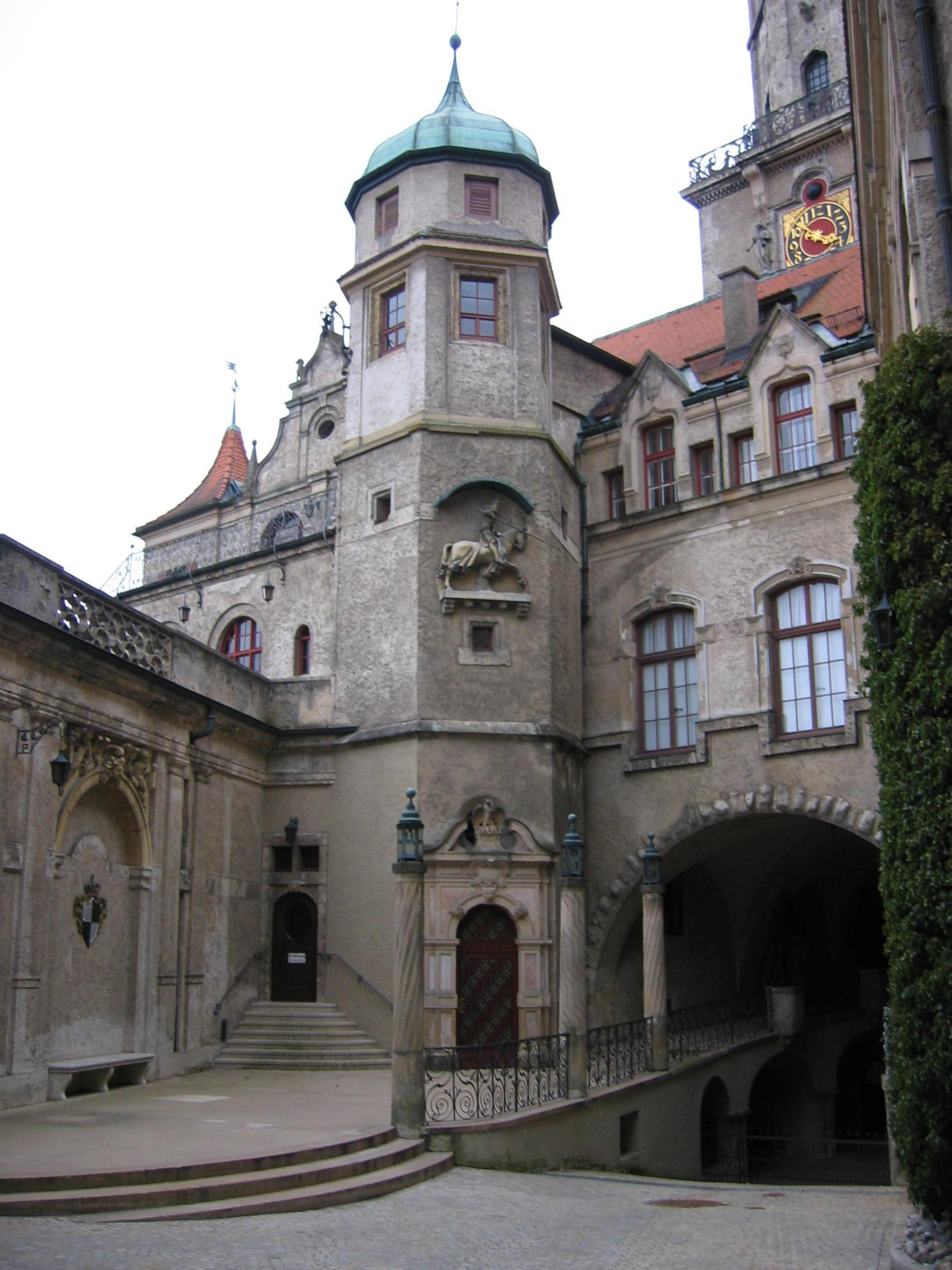
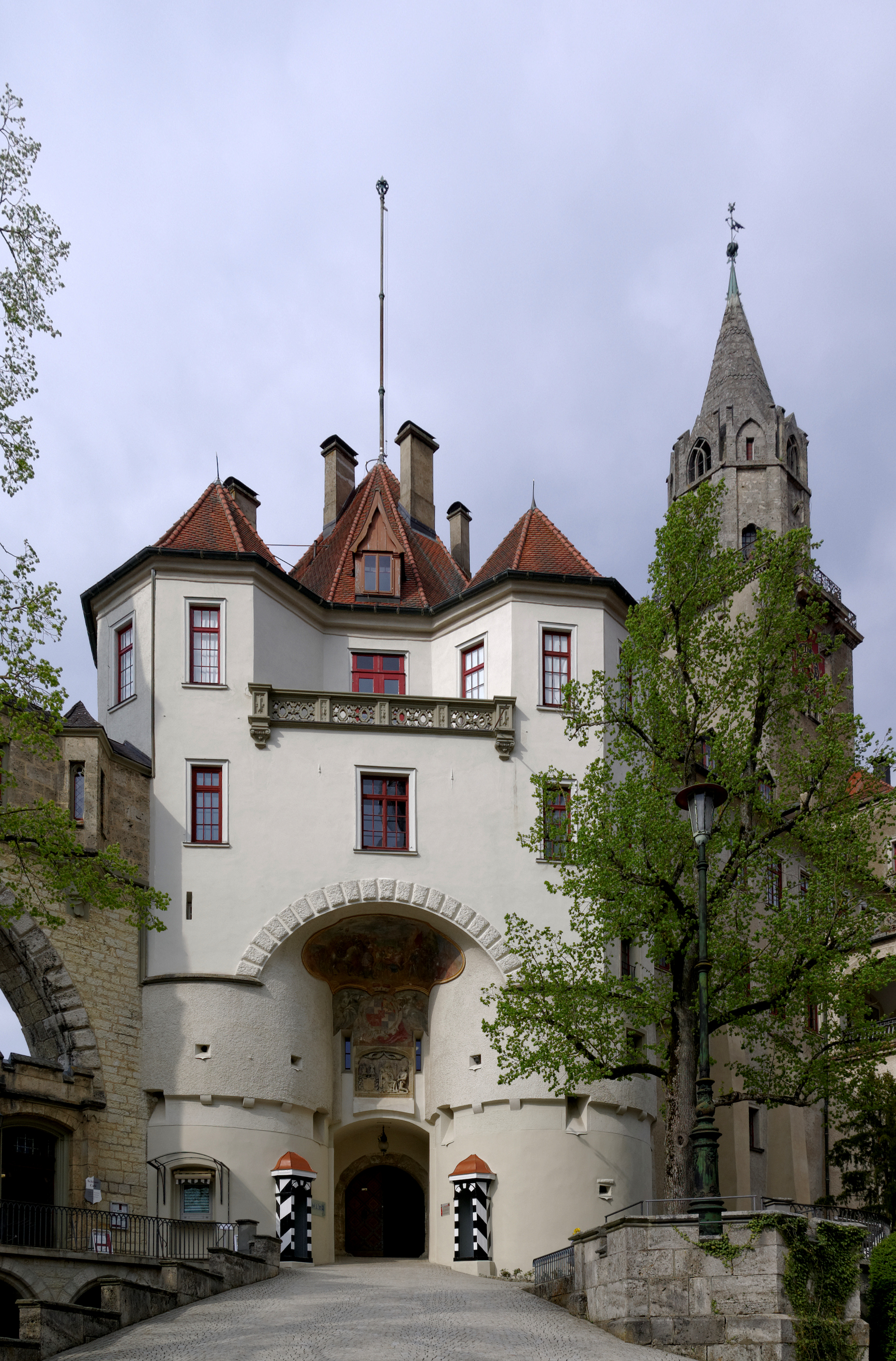
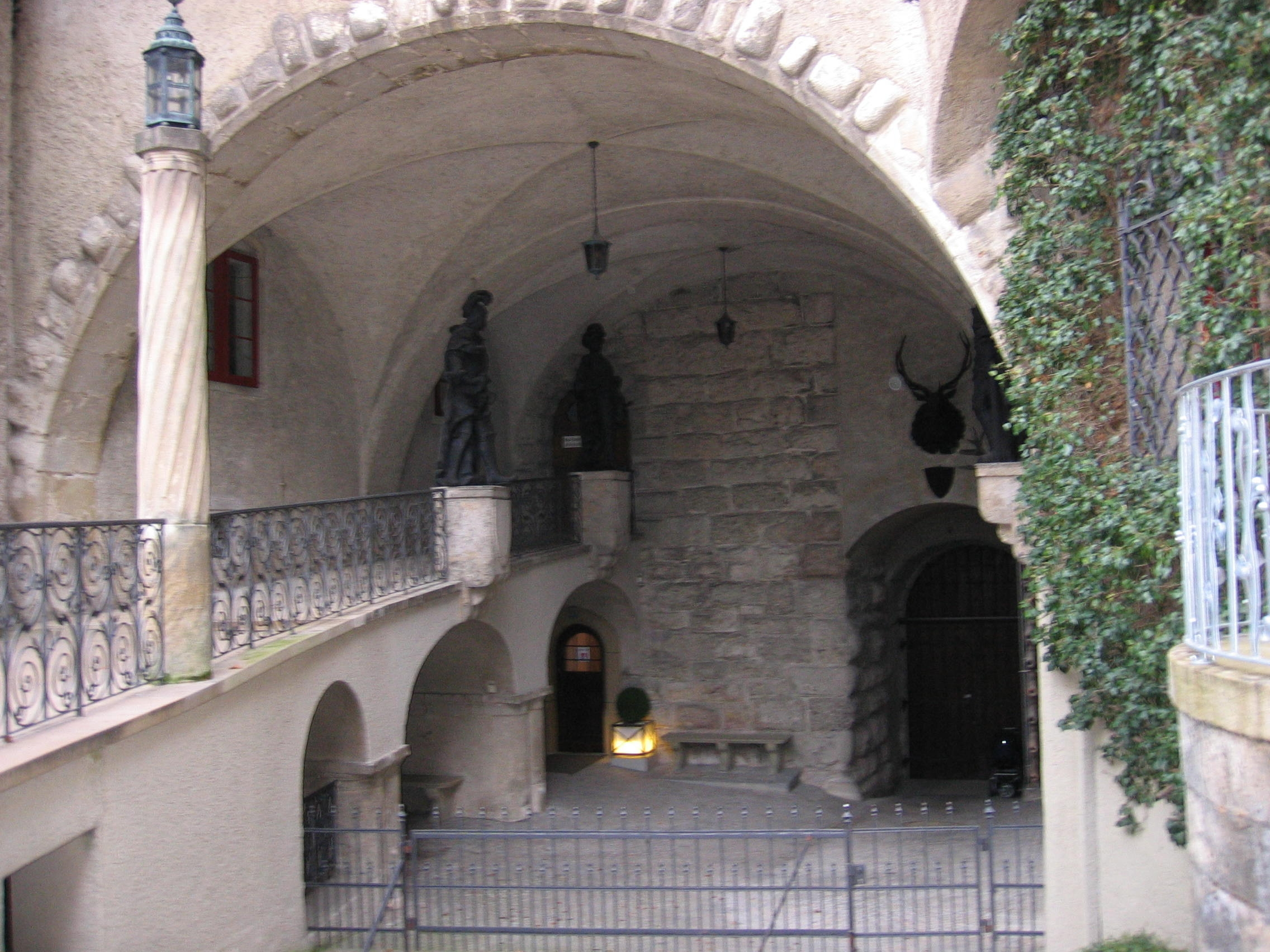
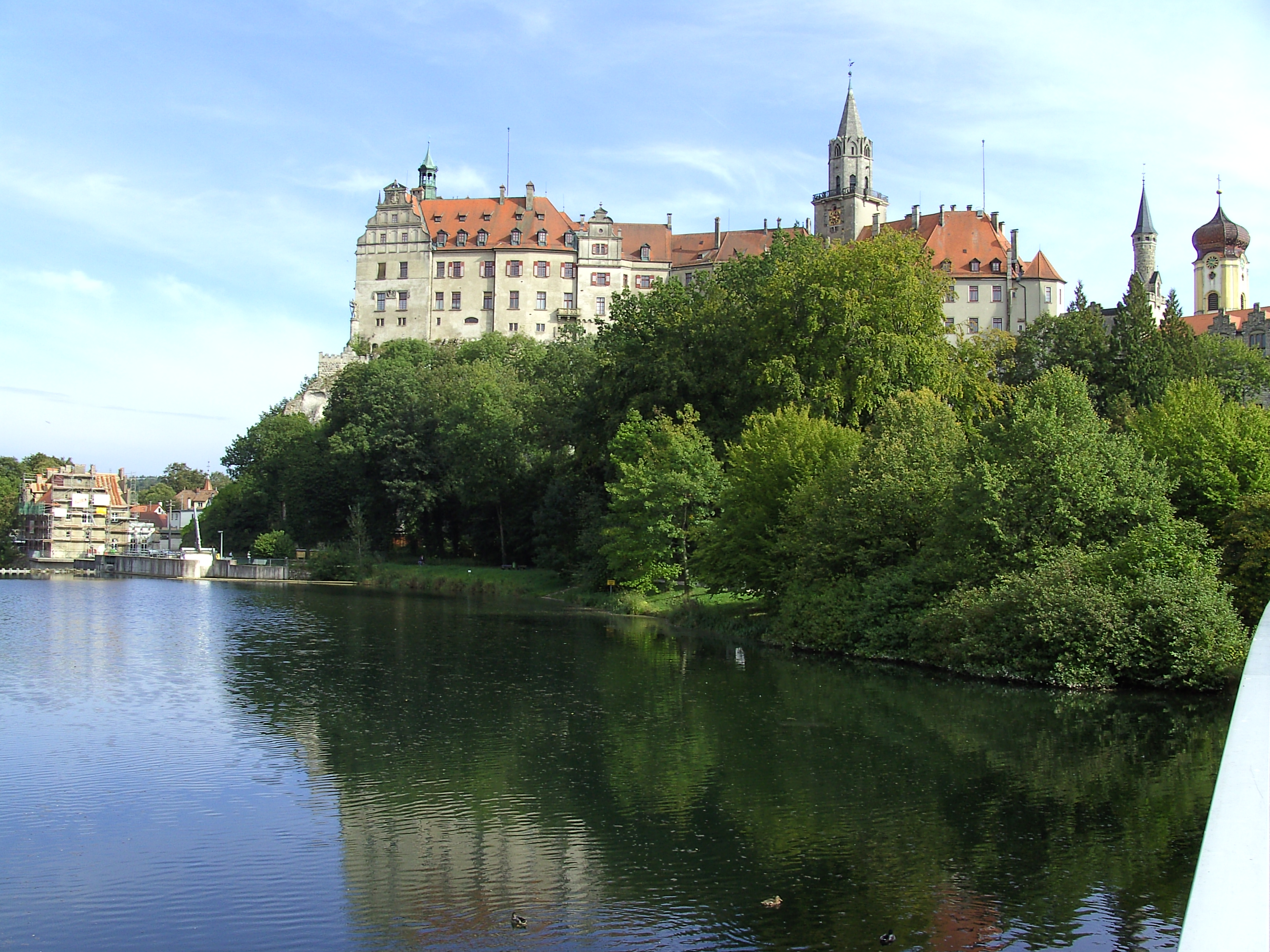